# バリーモス
バリーモス（Ballymoss、1954年 - 1979年）はアイルランド生産、調教のサラブレッド競走馬、種牡馬。 1956年から1958年11月に17戦8勝。1957年、181年の歴史上初めてアイルランド調教馬としてセントレジャーステークスに優勝した。その翌年、キングジョージ6世&クイーンエリザベスステークスと凱旋門賞を制し、ヨーロッパ屈指のミドルディスタンスホースとなった。

## 背景
バリーモスは、体高15ハンド3+1⁄2インチ（約161.3センチメートル）と小柄ながら素晴らしい四肢をした栗毛馬で、アイルランドのリチャード・ボールに生産された。父モスボロー Mossborough (GB) はイギリス産、エクリプスステークスで2着となった程度の平凡な競走馬だったが種牡馬としては大きな成功を収め、ベルモントステークス優勝馬キャバン Cavan (GB) やエプソムオークス馬ノーブレス Noblesse (GB) らを輩出した。バリーモスの母インディアンコール Indian Call (GB) は良血だが競走馬としては使えず、1939年に15ギニーで売却されていた。
バリーモスは、ドンカスター1歳馬セールに送られ、ニュージャージーでバークレーステーブルを運営するアメリカ合衆国の実業家、ジョン・マクシャインの代理で、当時は主に障害競走の調教師として知られていたヴィンセント・オブライエンに4,500ギニーで購買された。マクシャインはアイルランド移民で大工だった父親の建築会社を引き継ぎ、ペンタゴン、ジェファーソン記念館、ワシントン・ナショナル空港、ホワイトハウス全面改修などの建設工事を請け負う大会社に発展させていた。主戦騎手はオーストラリア人のスコービー・ブリースリーが務めた。

## 競走経歴

### 2歳シーズン（1956年）
バリーモスの成長は遅く、2歳時4戦したが将来の偉大さの片鱗も見られなかった。レパーズタウンの1着賞金202ポンドのララーメイドンプレート（Laragh Maiden Plate）が唯一の勝利だった。

### 3歳シーズン（1957年）
バリーモスは3歳緒戦のマドリードフリーハンデキャップ（カラ7ハロン）で着外に敗れたが、距離が不足しているのは明らかだった。その後良化を示し、レパーズタウンで1+1⁄2マイルのトリゴーステークス（Trigo Stakes）に優勝した。この勝利はエプソムダービーでいくらかの支持を集め、バリーモスのオッズは100対1（101倍）から33対1（34倍）まで低下した。
ダービーの調整過程でバリーモスは脚に軽い怪我を負い、直前の調整は中断を余儀なくされた。オブライエンは本調子には無いと報告し、馬主のマクシャインはこのレースのための渡英を取り止めた。レースは2,000ギニーを勝ち、6対4（2.5倍）と無敗で三冠を制したバーラム以来の人気を集めたレスター・ピゴット騎乗のクレペロ Crepello (GB) が好タイムで優勝した。しかしバリーモス（33対1（34倍））も予想を覆し、クレペロに1馬身半差の2着に好走した。3着にはパイプオブピース Pipe of Peace (GB) （100対8（13.5倍））が入り、2番人気のフランス調教馬プリンスタジ Prince Taj (FR) は15馬身以上の出遅れがたたり着外に敗れた。
次のレースはカラのアイリッシュダービーで、2着ヒンドゥーフェスティヴァル Hindu Festival (IRE) 以下に楽勝した。その後は休養にあて、8月にヨークのグレートヴォルティジュールステークスでオッズオンの1番人気となったが、ブリオッシュ Brioche (IRE) に簡単に敗れた。この敗戦の有り得る説明として、柔らかい馬場と調整不足に対処できないことが指摘された。
ドンカスターのセントレジャーは、15頭の相手に対して8対1（9倍）のオッズでスタートした。豪雨で地面が柔らかくなり、バリーモスのオッズは5対1（6倍）から上昇していたが、コートハーウェル Court Harwell (GB) から1馬身差で勝利し、ブリオッシュは3着だった。騎乗していたトミー・バーンズ騎手は、「私の馬は前半キャンターで走っていただけで、非常に自由に走れた。5番手くらいで回って直線に入り―ゴールからおよそ5ハロン手前の―その瞬間から、結果については何の疑いも抱かなかった。2ハロン手前で先頭に立ったときには、レースはほとんど終わったことが分かった。」と語った。オブライエン調教師はイギリスクラシック初勝利で、クレペロは8月に故障を発生し既に引退していた。
このシーズン最後のレースは10月、ニューマーケットのチャンピオンステークスとなったが、レース前パドックで激しく暴れ、柱にぶつかって怪我をしたようだった。バリーモスは見せ場をつくれず、この年の1,000ギニー、ムーラン・ド・ロンシャン賞を制していたフランス牝馬ロゼロワイヤル Rose Royale (GB) の着外に敗れた。これによりワシントンDCインターナショナルへの出走計画は断念された。

### 4歳シーズン（1958年）

#### 破竹の四連勝
シーズン緒戦、バリーモスはチェスターのオーモンドステークスでドウテル Doutelle (GB) に2着に敗れたが、その後ヨーロッパにおける傑出した競走馬であることを自ら証明した。イギリスで、エプソムのコロネーションカップをフランス調教馬フリック Fric (FR) 、サンダウンのエクリプスステークスではレストレーション Restoration (FR) 、アークティックエクスプローラー Arctic Explorer (GB) から6馬身差で勝利し、アスコットのイギリスで最も重要な馬齢重量戦、キングジョージ6世&クイーンエリザベスステークスに出走した。レース当日11対4（3.75倍）から7対4（2.75倍）の1番人気に支持を集めたバリーモスは、ゴール手前1ハロン半でリードを奪うとアルメリア Almeria (GB) に3馬身差を付けて完勝した。ドウテルが3着だった。
10月、ロンシャンの凱旋門賞のためにパリへ送られた。この年の凱旋門賞には17頭が出走し、地元フランスのフランソワ・デュプレ生産、所有馬ベラパオラ Bella Paola (FR) とタネルコ Tanerko (FR) のカップリングが1番人気の支持を集めた。ベラパオラは、この年イギリスで1,000ギニー、オークスを制覇したほか、前年のグランクリテリウム（ジャン・リュック・ラガルデール賞）や前走ヴェルメイユ賞など、デビュー戦3着とジョッケクルブ賞で2着になった以外は負け知らずだった。タネルコは前々年（1956年）の凱旋門賞ではリボー Ribot (GB) に3着に敗れたが、この年ガネー賞、サンクルー大賞をそれぞれ連覇するなどしていた。前日早い時間の強い雨で馬場は悪化し、バリーモスは3.9対1（4.9倍）の2番人気だった。後年、種牡馬として日本に輸入される、この年のデルビーイタリアーノなど地元イタリアで多くの大レースを勝ってきた*セダン Sedan (FR) が3番人気。同じく後に輸入される、同年のロワイヤルオーク賞優勝馬*ワラビー Wallaby (FR) 、前年のロワイアルオーク賞、この年カドラン賞に勝利していた*スコット Scot (FR) が、それぞれ4、5番人気となっていた。
当日、馬場は急速に乾きつつあったが、出走馬が下見所に出ると土砂降りになった。オブライエンは時間ぎりぎりにバリーモスを引き出すことを考えていると伝えられていたが、賢明にもこれを行い、彼の馬は下見所、スタンド前のパレードともに完全に落ち着いていた。レースでは、最後の直線に入るとブリースリー騎手はリードを奪い、強く追われることなくフリックに2馬身差を付けてバリーモスが楽勝した。前年のセントレジャー同様アイルランド調教馬の優勝は初めてで、レース中の不利の指摘もあるベラパオラは8着に敗れた。3着には更に2馬身半遅れてケラスコ Cherasco (FR) が入り、タネルコは5着、スコット7着、セダン、ワラビーは着外（着順記録なし）だった。

#### 波乱の第7回ワシントンDC
バリーモスは引退レースとして、アメリカ合衆国のローレル競馬場へ送られた。11月11日のワシントンDCインターナショナルには、鉄のカーテンを越えてソ連の馬が初参戦し注目を集めた。競馬場との16か月に及ぶ交渉の末、ソ連農務省は2頭の馬と5名からなるソ連チームの派遣を申し出た。この年のボリショイ・フシエソユツニー賞（ソビエトダービー）の1、2着馬ガルニル Garnir (RUS) とザリャド Zaryad (RUS) の2頭出しで、ザリャドにレースを引っ張らせて資本主義馬に対抗する作戦だった。加えてドイツからは前年のドイチェスダービー馬オルシニ Orsini (GER) 、オーストラリアからヴィクトリアダービーや前年のマッキノンステークスを制したセイラーズガイド Sailor's Guide (AUS) 、ベネズエラから10月26日のシモン・ボリバル大賞の優勝馬エスクリバノ Escribano (ARG) 、アルゼンチンからレヴォケ Revoque (ARG) 、アイルランドからアメリカ人馬主の2頭、サープ Tharp (GB) 、バリーモスが海外から招待された。地元からは4歳を迎えていたアメリカ競馬史上最強世代の一頭クレム Clem (USA) とイギリスからの移籍馬テューダーエラ Tudor Era (GB) が迎え撃った。どちらかといえば、きついコーナーや短い直線は適さないというヴィンセント・オブライエンの懸念にもかかわらずバリーモスは1番人気となった。バリーモスのオッズは1.1対1（2.1倍）の支持を集め、ウィリー・シューメーカー騎乗のクレムが4.2対1（5.2倍）の2番人気、テューダーエラ6.5対1（7.5倍）、セイラーズガイド8.3対1（9.3倍）、レスター・ピゴット騎乗のオルシニが12.2対1（13.2倍）、エディ・アーキャロ騎乗のサープ15.3対1（16.3倍）、ソ連の2頭のカップリングが18.5対1（19.5倍）、エスクリバノ38.5対1（39.5倍）、イスマエル・ヴァレンズエラ騎乗のレヴォケ42対1（43倍）と続いた。
好天に恵まれた競馬場には40,276人の観衆が詰め掛けた。これは1946年に三冠を達成したアソールト Assault (USA) が二冠目を制したプリークネスステークスを凌ぐメリーランド州レコード となる盛り上がりぶりだった。しかしレースは混乱したものとなった。当時このレースはスターターの赤旗の合図による常歩発走が取られていた。バックストレッチの発走地点では各馬を整列させようとしていたが、馬たちは走り回って尻っぱねし、勝手気ままに動き回った。スターターは黒いホンブルク帽を押さえ、オーバーコートの尾をパタパタさせながら駆け回って赤旗で指図を行なった。17分ほど遅れてスタートが切られたが、焦れ込みの激しいエスクリバノに煽られて半ダースもの馬がフライングし、残りがスタートしてもザリャドがひどく取り残された。スタートするとウィリー・ハーマッツ騎乗のテューダーエラが先頭を奪い、アーキャロのサープがセイラーズガイド、エスクリバノと共にすぐ後ろに続いた。バリーモスは馬群の中団付近を追走した。正面スタンド前を過ぎバックストレッチに入ってもテューダーエラが依然先頭、サープ、セイラーズガイド、ガルニルと続き、後方からバリーモスも追い上げ始めた。直線に入るとテューダーエラが後続を突き放し、バリーモスはテューダーエラに3馬身半、2着を争ったセイラーズガイドに頭差及ばず3着に敗れた。更に4馬身半後れてサープ、以下オルシニ、ガルニル、エスクリバノ、クレム、レヴォケ、ザリャドの順に入線した。
引き上げてきたザリャドのヴィクトル・コヴァロフ騎手は怒りを露わにし、ロシア語と身振りでまくし立てた。通訳は、「我々は出て行こうとしたのだが、誰かが手綱を放さず引き止められた」と訳したが、コヴァロフは明らかに常歩発走に不慣れだった。セイラーズガイドのハワード・グラント騎手は、ファーストターン でテューダーエラが進路を妨害したとして異議を申し立てた。決裁委員はテューダーエラを2着に降着し、セイラーズガイドを1着に繰り上げる裁定を下した。場内は大混乱となり、盛大なブーイングが放たれた。グラントは、「はい、そうです。彼（テューダーエラ）は道中ずっと妨害していた。特に2度目のホームストレッチ入り口に来たときですが。」と語り、アーキャロも同意した。「ああ、まったく。その通り、あの馬は反則した。ちょうど全員がクラブハウスターンに入り始める前に、テューダーエラが膨らんだんだ。他の馬（セイラーズガイド）と私は彼を避けようとした。すると彼（テューダーエラ）が戻り始めた。私が少し引っ張って避けたところへセイラーが来て、私は彼を柵のほうへ少しばかり押しやった。」。一方ハーマッツは、検量室で他の騎手に語っているのが耳にされている。「いや、していない。できないよ。前の外側にいたんだ。」。ブリースリーは、「このコースは少しターンがきつかったし、我々は何度か妨害にあった。しかし状況を考えればバリーモスはとてもに良く走った。」とコメントした。

#### 英米の論争 - 第7回ワシントンDCその後
この知らせはイギリスでも大きな驚きを持って迎えられた。『デイリー・エクスプレス』紙の一面トップの見出しは「ビッグ・レース・センセーション」で、各紙にも同様の見出しが躍った。バリーモスの3着はブックメーカーを喜ばせたが、イギリスのルールであればテューダーエラは最下位となり、バリーモスが2着に繰り上がっていた筈なのも波紋を呼んだ。同紙でクライヴ・グレアムは、「バリーモスのこのシーズンの他の唯一の敗戦は、似たような〔小回りの〕チェスターのオーバルトラックだった」と指摘した。影響力の大きい『ロンドン・タイムズ』は、「イギリスのレースファンは、テューダーエラがバリーモスに先着したというニュースに呆然とした。このアイルランド馬は、この20年で最も偉大な競走馬の一頭だったが、テューダーエラがこの国にいた頃はそうした存在ではなかった。」とし、その結果、「これが描くのは、海の向こうの国際競走の将来への障壁となることのように思われる」「バリーモスは走りで少々の運に恵まれなくても問題なく勝てる筈だった」「バリーモスが失敗することが有り得るならば、将来のすべてのチャンピオンの旅に、馬主が冒険を躊躇させるような次元のリスクがあることは間違いない」と論評した。
『タイムズ』の懸念にかかわらず、ワシントンDCインターナショナルは1984年にブリーダーズカップが創設され衰退するまで国際競走として命脈を保ったが、イギリスのこの騒ぎの知らせはアメリカ合衆国にまでもたらされた。翌日、このレースのオーガナイザー、ジョン・D・シャピロは異例にもこれを取り上げ見解を述べた。
シャピロは、スタートの不手際と降着が混乱を招いたことを承知していたが、海外からの参加を危うくする論調に対しては、「『ロンドン・タイムズ』の解説者は7回のワシントンDCインターナショナルで5回は外国からの登録馬が勝っているという事実を見過ごしているようだ。」と反論し、今回の優勝馬が15,000マイル離れたオーストラリアから船で来たことを強調した。また、アメリカ合衆国の有力競馬紙『モーニング・テレグラフ (英語版) 』のパーマー・ヒーガーティの記事を引用した。「ブリースリーは私が言うところの消極的な騎乗で、どこでいつ仕掛けるか明らかに決めかねていた」「ターンを全て回り終える前に一気に巻き返していったときには、うまくレースしているように見えた。先の出来事を取り返し、優勝争いに残る勢いと能力を見せた。」「直線の初めで追われると、バリーモスには単に、騎手や支持者が期待したほどの走力がなかった」「我々の観戦記者の一部は短い直線を敗因とする見解だが、私はこの見方には同意できない」。競馬場の職員は、ヴィンセント・オブライエンもこのレースには特に不満は抱いていないとし、調教師が前日当地を去る際に彼らに言った発言を引用した。「来年別の馬で戻って来たい。このレースを是非勝ちたいんでね。」。レース直後にこう言っていたとも付け加えた。「まあ、これが競馬なんだ」。
ローレル競馬場の同僚の一人はシャピロより辛辣だった。「彼らが我々を失敗だ、おかしい、というのは馬鹿げているように見える」「人気馬や本命馬が負けるのは珍しいことではない。ネイティヴダンサーを聞いたことがないのか？」 と語った (ネイティヴダンサーは生涯22戦21勝、2着一回でその2着となったレースは1953年のアメリカ三冠初戦、ケンタッキーダービーだった。このレースにおけるネイティヴダンサーのオッズは0.7対1 (1.7倍) 。勝利を収めていればネイティヴダンサーはアメリカ競馬史上9頭目の三冠馬、かつ史上初の無敗の三冠馬となっていた可能性があった。) 。

## 顕彰、評価
バリーモスが1958年シーズン終わりに引退した際の獲得賞金114,150ポンドは、1952年にタルヤー Tulyar (IRE) が記録した76,577ポンドを上回り、イギリス、アイルランド調教馬のレコードだった。この記録は1963年にラグーサ Ragusa (GB) に破られるまで保持された。
栄誉を称えて名付けられたバリーモスステークスが、1962年から1984年までカラ競馬場で行われた。
機関車に競走馬の名を付けるロンドン・アンド・ノース・イースタン鉄道の伝統に則り、1961年11月24日イギリス国鉄“デルティック”ディーゼル機関車D9018 (英語版) （後の55 018）がバリーモスと名付けられ 1981年10月12日まで運行された。
バリーモスはタイムフォームにより136のレーティングを与えられ、1958年の最高レートの馬となった。

## 種牡馬記録
バリーモスは、フォーディングブリッジ（ハンプシャー）のホワイツベリーマナースタッド（Whitsbury Manor Stud）で種牡馬となった。種牡馬として成功し、1967年にリーディングサイアー2位、1968年には3位となった。とりわけバリーモスは、1967年のエプソムダービー、2,000ギニー優勝馬ロイヤルパレス Royal Palace (GB) を産出した。日本においては京都杯でシンザンを破るなど重賞8勝を挙げたバリモスニセイが活躍した。

### 主な産駒
- フィーモス Feemoss (IRE) - 牝、鹿毛、1960年産。母：フィーヴァー Feevagh (IRE) （F-No.1-k）、母の父：ソーラースリッパー Solar Slipper (GB) （ブランドフォード系）。18戦3勝、ブランドフォードステークス（英語版）。産駒にレヴモス（英語版） Levmoss (IRE) （後出）、スウィートミモサ Sweet Mimosa (IRE) （同）、ルモス（英語版） Le Moss (IRE) （同）、サンタモス Santamoss (IRE) （ヴォクソールトライアルステークス（英語版）、産駒にギドロン Gidron (GDR) [80] ）[81]。
- フォロースート Follow Suit (GB) - 牡、栗毛、1960年、ジャイルス・ローダー Lt.-Col Giles Loder 産。母：パーシャンライラック Persian Lilac (IRE) （F-No.14-c）、母の父：パーシャンガルフ Persian Gulf (GB) （バーラム系）。8戦1勝、デューハーストステークス、2着：セントジェイムズパレスステークス、3着：プリンセスオブウェールズステークス（英語版）、ゴードンステークス。ニュージーランド種牡馬[82]。
- *アンカスタ Ancasta (GB) - 牝、栃栗毛、1961年産。母：アニュテー Anyte (FR) （F-No.9-e）、母の父：ファリス Pharis (FR) （ファラリス系）。3歳時10戦3勝、アイリッシュオークス、プリティーポリーステークス、2着：パークヒルステークス（英語版）、3着：ヨークシャーオークス[83]。産駒：アヤノカスター（3勝）[84]。
- バリージョイ Bally Joy (GB) - 牡、鹿毛、1961年、ジョン・マクシャイン産。母：グラッドネス Gladness (GB) （F-No.7-a）、母の父：サヤジラオ（英語版） Sayajirao (GB) （ネアルコ系）。12戦3勝、ロイヤルホイップステークス（英語版）、3着：ハードウィックステークス[85]。母はアスコットゴールドカップ優勝馬。全妹にメリーメイト Merry Mate (GB) （後出）。
- バリモスニセイ - 牡、鹿毛、1961年、マルタケ牧場産[86]。母：*ブラツクビー Black Bee (GB) （F-No.2-u）、母の父：ハニーウェイ Honeyway (GB) （フェアウェイ系）。2 - 6歳時40戦12勝、スワンステークス、大阪盃、鳴尾記念、京都盃、京阪盃、阪急盃、中日盃、朝日チャレンジカップ、2着：宝塚記念、日本経済新春盃、スワンステークス、3着：天皇賞（春）、神戸盃[87]。持込馬として走り、種牡馬としてはキクノツバメ（クイーンカップ）などを出し、当時の内国産種牡馬としては成功を収めた[86]。詳細はバリモスニセイ参照。
- アイティタン I Titan (GB) - 牡、鹿毛、1961年産。母：ラモンテスパン La Montespan (FR) （F-No.14-c）、母の父：タンティエーム Tantieme (FR) （テディ系）。3歳時6戦2勝、クイーンズヴェース、ヴォークスゴールドタンカード[88]。
- スウィートモス Sweet Moss (GB) - 牡、鹿毛、1961年、サスーンスタッズ Sassoon Studs 産。母：スウィートエンジェル Sweet Angel (GB) （F-No.2-o）、母の父：ハニーウェイ（フェアウェイ系）。2 - 4歳時16戦6勝、ディーステークス、ダンテステークス、ゴードンステークス、ルースメモリアルステークス（英語版）。オーストラリア種牡馬[89]。産駒：ロージーエアー Rosie Heir (AUS) （カンタベリーギニー（英語版）、AJCシャンペンステークス、トドマンスリッパートライアル（英語版）、ホバートヴィルステークス（英語版）[90]。
- *バリメライス Ballymarais (GB) - 牡、栗毛、1962年産。母：スカイラーキング Skylarking (GB) （F-No.1-w）、母の父：プリシピテイション Precipitation (GB) （ハリーオン系）[91]。3 - 4歳時10戦3勝、ダンテステークス。半兄弟にエプソムダービー馬*ラークスパー (競走馬)（英語版）、輸入種牡馬の*フィニックスバードがいる。種牡馬として日本に輸入され、セカンドブラザー（中京3歳ステークス、2着：きさらぎ賞）、タニノゴールド（新春グランプリ）、エバーシャイン（報知グランプリカップ）、ヤマニンバリメラ（2着：金鯱賞、中央競馬招待競走）などコンスタントに上級馬を輩出した[86]。
- バリールース Bally Russe (GB) - 牡、鹿毛、1962年、A. メイデン A. Maiden 産。母：デイムメルバ Dame Melba (GB) （F-No.19-b）、母の父：シャントゥール（英語版） Chanteur (FR) （ベンドア系シャトーブスコー分枝）。3 - 4 歳時12戦3勝、クイーンズヴェース、2着：キングエドワード7世ステークス、3着：オックスフォードシャーステークス（ジェフリーフリアステークス）[92]。
- バイオマイドリン Biomydrin (GB) - 牡、鹿毛、1962年産。母：コリーリア Collyria (GB) （F-No.6-e）、母の父：アークティックプリンス（英語版） Arctic Prince (GB) （プリンスシュヴァリエ系）。4歳時5戦1勝、オーモンドステークス、2着アスコットゴールドカップ。ペルーリーディングサイアー[93]。産駒：サントリン Santorín (PER) （ペルー四冠、カルロスペレグリーニ大賞）[94]、ビオグラフォ Biógrafo (PER) （フニン&アヤクーチョの戦い150周年国際大賞[注釈 35]、インデペンデンシア賞、共和国大統領賞、リマ市賞、ミゲル・グラウ・セミナリオ提督賞）[95]。
- ミバ Miba (GB) - 牝、鹿毛、1962年、P. J. オッペンハイマー P. J. Oppenheimer 産。母：ストップユアチックリング Stop Your Tickling (GB) （F-No.7-a）、母の父：ジャック Jock (FR) （テディ系）、13戦3勝、プリンセスエリザベスステークス、2着：プリンセスロイヤルステークス（ブリティッシュ・チャンピオンズ・フィリーズ&メアズステークス）、リブルスデールステークス、3着：パークヒルステークス[96]。
- オハラ O'Hara (GB) - 牡、鹿毛、1962年産。母：トラックメダル Track Medal (USA) （F-No.A4）、母の父：カーレッド Khaled (GB) （ハイペリオン系）。45戦8勝、サンセットハンデキャップ（英語版）、2着：ハリウッドゴールドカップステークス、マンハッタンハンデキャップ、3着：サラトガスペシャルステークス（英語版）、ジョッキークラブゴールドカップ、サンタアニタハンデキャップ、サンルイレイステークス（サンルイレイハンデキャップ）、スタイミーハンデキャップ。種牡馬[97]。
- グレイモス Grey Moss (GB) - 牡、芦毛、1963年産。母：マイポペット My Poppet (GB) （F-No.3-f）、母の父：マイバブー My Babu (FR) （トウルビヨン系）。3歳時5戦1勝、ディーステークス、ラークスパーステークス2着[98]。
- メリーメイト Merry Mate (GB) - 牝、鹿毛、1963年産。全兄：バリージョイ（前出）。3歳時3戦1勝、アイリッシュオークス[99]。ウーヴェルドーズ Overdose (GB) の4代母[100]。
- ラッドブルーク Radbrook (GB) - 牡、鹿、1963年産。母：アラーレ Alare (GB) （F-No.14-c）、母の父：アリシドン Alycidon (GB) （ドナテッロ系）。8戦1勝、バリーモスステークス（タタソールズゴールドカップ）。ペルー種牡馬[101]。
- ダンシングモス Dancing Moss (GB) - 牡、芦毛、1964年、M. A. ムーア M. A. Moore 産。母：コーベット Courbette (USA) （F-No.17-b）、母の父：ネイティヴダンサー Native Dancer (USA) （ファラリス系）。18戦4勝、ジョッキークラブカップ（ブリティッシュ・チャンピオンズ・ロングディスタンスカップ）、2着：アイリッシュセントレジャー、ブランドフォードステークス。祖母にギャロレット Gallorette (USA) （アメリカ競馬殿堂馬）[102]。種牡馬としてアルゼンチンに輸出され大きな成功を収めた。1973年アルゼンチンリーディングサイアー[103]。産駒：
  - マリアッチ Mariache (ARG) （ポージャ・デ・ポトリロス、バルパライソスポーティングクラブ賞、イシドロアランブル賞、ペドロゴエナガ賞、オーガスティン・B・ガンビエル賞、ルイス・マリア・ドイエナルー賞、イニシアシオン賞、3着：サンフェルナンドステークス（英語版）（G2））[104]。
  - ファーマー Farmer (ARG) （オノール大賞（G1）、プエイレドン将軍賞（G2）、ホセペドロラミレス賞（G2）、2着：ミゲル・A・マルティネス・デ・オス賞（G2））[105]。
  - シード Seed (ARG) （ポージャ・デ・ポトランカス（G1）、セレクシオン大賞（G1））[106]。
  - バボル Babor (ARG) （アルゼンチン共和国国際大賞（G1）、コパ・デ・オロ（G1）、オノール大賞（G1）、オトニョ賞（G2）、ホセ·ペドロ·ラミレス賞（G3）、3着：ミゲルカネ賞（G2））[107]。
  - ファットリー Fatly (ARG) （ナシオナル大賞（G1）、オノール大賞（G1）、チャカブコ賞（G2）、ベルグラーノ将軍賞（G2）、オトニョ賞（G2）、ヴィセンテ・L・カサレス賞（G2）、2着：アルゼンチン共和国国際大賞（G1）、ダルドロチャ国際大賞（G1））[108]。
  - ファイン Fain (ARG) （7戦無敗、オノール大賞（G1）、アルゼンチン共和国国際大賞（G1）、カルロスペレグリーニ大賞（G1）、コンパラシオン大賞（G1）、ベルグラーノ将軍賞（G2）、ブエノスアイレス賞（G3）、年度代表馬）[109]。
- ロイヤルパレス（英語版） Royal Palace (GB) - 牡、鹿毛、1964年、H. J. ジョエル (英語版)  H. J. Joel 産。母：クリスタルパレス Crystal Palace (GB) （F-No.1-s）[110]、母の父：ソーラースリッパー（ブランドフォード系）。2 - 4歳時11戦9勝、2,000ギニー、ダービー、キングジョージ6世＆クイーンエリザベスステークス、コロネーションカップ、エクリプスステークス、プリンスオブウェールズステークス、ロイヤルロッジステークス（英語版）、3着：チャンピオンステークス。3歳時イギリスクラシック二冠を制したが、セントレジャーは怪我による調整の遅れで回避した。4歳時は5戦5勝。エクリプスステークスでサーアイヴァー Sir Ivor (USA) 、キングジョージ6世＆クイーンエリザベスステークスで*トピオ Topyo (FR) 、*リベロ（英語版） Ribero (USA) らを退けた。後者のレース中に故障し競走馬を引退。種牡馬としては、オークスに勝ちセントレジャーでアレッジド Alleged (USA) を破ったダンファームライン（英語版）  Dunfermline (GB) を出し1977年のイギリス、アイルランドのリーディングサイヤーで2位となった[111]。
- サンロック Sun Rock (GB) - 牡、鹿毛、1964年産。母：ブループレリュード Blue Prelude (GB) （F-No.1-w）、母の父：ブルーピーター Blue Peter (GB) （フェアウェイ系）。7戦4勝。ロイヤルステークス（クラシックトライアル）、ゴードンステークス、2着：チェスターヴェース、3着：ジョッキークラブステークス。コロンビア種牡馬[112]。
- バリーボーイ Ballyboy (GB) - 牡、鹿毛、1965年、ノースモアスタッドファーム Northmore Stud Farm 産[113]。母：ワンジョヘ Wanjohe (GB) （F-No.6-e）、母の父：マイバブー（トウルビヨン系）。9戦8勝、ドイチェスセントレジャー、デュッセルドルフ大賞（州都デュッセルドルフ大賞（英語版））、2着：ゲルリンク賞（英語版）[114]。
- *ボールドアンドブレーヴ Bold and Brave (GB) - 牡、鹿毛、1966年、クレアボーイスタッド Cleaboy Stud 産。母：ブライドエレクト Bride Elect (GB) （F-No.21-a）[115]、母の父：ビッグゲーム（英語版） Big Game (GB) （バーラム系）。3 - 4歳時12戦3勝、ジョッキークラブカップ3着。*ネヴァービート、ヘザーセット（英語版） Hethersett (GB) の半弟で、競走馬引退後日本に輸入されるとゴールドレット（新春ジュニア、スプリングカップ（名古屋）、中日スポーツ杯（春）（駿蹄賞）、東海ダービー、岐阜金賞、東海菊花賞、名古屋大賞典、新春グランプリ、東海大賞典）[116]、ブレーブボーイ（新春ジュニア、東海優駿（東海ダービー）、東海菊花賞、名古屋大賞典、新春グランプリ、岐阜大賞典（東海大賞典））[117]、ムサシポイント（しらさぎ賞）[118]、ボールドハッピー等を出しダート向きの種牡馬として成功した[119]。
- バリモスパワー - 牡、栗毛、1967年、日西牧場産。母：ストロベリータート Strawberry Tart (GB) （F-No.14-f）、母の父：アムールドレーク Amour Drake　(FR) （サンドリッジ系）[120]。2 - 4歳時19戦2勝。母の半妹ノーブレスはモスボローを父とするオークス馬（前出）で、良血の持込馬として期待されたが競走馬としては下級クラスに終わった。種牡馬としてはトップバリモス（ダイヤモンド特別）など地方競馬でまずまずの活躍馬を出した[121]。
- パーメリア Parmelia (GB) - 牝、鹿毛、1967年産。母： エディケリー Edie Kelly (GB) （F-No.14-c）、母の父：ボワルセル Bois Roussel (FR) （セントサイモン系）。10戦2勝、パークヒルステークス、リブルスデールステークス、2着：アイリッシュオークス、プリンセスロイヤルステークス、ムシドラステークス（英語版）、3着：ヴェルメイユ賞[122]。半兄にセントパディ（英語版） St. Paddy (GB) （ダービー、セントレジャー、エクリプスステークス、ロイヤルロッジステークス、ダンテステークス、グレートヴォルティジュールステークス、ハードウィックステークス、ジョッキークラブステークス）[123]。
- カポボン Capo Bon (GB) - 牡、鹿毛、1974年、 Razza di Vedano 産。母：クリミア Crimea (ITY) （F-No.11-a）、母の父：アバヴサスピション Above Suspicion (GB)（フェアトライアル系）。共和国大統領賞（G1）、エミリオトゥラティ賞（カルロヴィッタディーニ賞（英語版））（G1）、パリオーリ賞（G2）、ベスナーテ賞（G2）2回、2着：デルビーイタリアーノ、エミリオトゥラティ賞（G1）、3着： 共和国大統領賞（G1）、グランクリテリウム（G2）、フェデリコテシオ賞（英語版）（G3）。イタリア、ブラジル種牡馬[124]。

### ブルードメアサイアーとしての主な産駒
バリーモスはイギリスの主要なブルードメアサイアーの一頭となり、以下の母の父となった：
- ステージドアジョニー（英語版） Stage Door Johnny (USA) - 牡、栗毛、1965年、グリーンツリースタッド Greentree Stud 産。父：プリンスジョン（英語版） Prince John (USA) （プリンスキロ系）、母：ペルオキサイドブロンド Peroxide Blonde (USA) （F-No.1-l）。2 - 3歳時8戦5勝、ベルモントステークス、ドワイヤーハンデキャップ（ドワイヤーステークス）、サラナクハンデキャップ[125]、1968年最優秀3歳牡馬（サラブレッド競馬協会、デイリーレーシングフォーム紙 [注釈 36]）[126]。
- レヴモス（英語版） Levmoss (IRE) - 牡、鹿毛、1965年、マクグラストラスト McGrath Trust Company 産。父：ルルヴァンステル Le Levanstell (GB) （ジェベル系）、母：フィーモス Feemoss (GB) （前出）。3 - 4歳時15戦8勝、凱旋門賞、カドラン賞、アスコットゴールドカップ、オックスフォードシャーステークス、3着：ロワイヤルオーク賞。アイルランド、フランス種牡馬。全妹弟にスウィートミモサ（後出）、ルモス（同）[127]。
- スウィートミモサ Sweet Mimosa (IRE) - 牝、鹿毛、1967年、マクグラストラスト産。全兄弟：レヴモス Levmoss (GB) （前出）、ルモス Le Moss (GB) （後出）。3歳時10戦4勝、ディアヌ賞、3着：アイリッシュオークス[128]。
- ルモス（英語版） Le Moss (IRE) - 牡、鹿毛、1975年、マクグラストラスト産。全兄姉：レヴモス（前出）、スウィートミモサ（同）。2 - 4歳時15戦11勝、アスコットゴールドカップ（G1）、グッドウッドカップ（G2）、ドンカスターカップ（G3）、クイーンズヴェース（G3）、2着：セントレジャー（G1）、3着：グラディアトゥール賞（G3）。種牡馬。イギリス長距離三冠を二度制覇した唯一の馬[129]。
- ノーザンサンセット Northern Sunset (IRE) - 栗毛。牝、1977年、バジル・ブリンドレー Basil Brindley 産[130]。父：ノースフィールズ Northfields (USA) （ノーザンダンサー系）、母：モスグライン Moss Greine (GB) （F-No.5-h）。18戦2勝[131]。1995年ケンタッキー最優秀繁殖牝馬（英語版）[130]。産駒：セントジョヴァイト St. Jovite (USA) （キングジョージ6世&クイーンエリザベスステークス（G1）、アイリッシュダービー（G1）、フューチュリティステークス（アイルランド）（G3）、アングルシーステークス（G3）、ダービートライアル（アイルランド）（G3）、2着：エプソムダービー（G1）、アイリッシュチャンピオンステークス（G1））[132]、ルカリエール  L'Carriere (USA) （サラトガカップ（G3）2回、2着：ブリーダーズカップ・クラシック（G1）、ホイットニーハンデキャップ（G1）、ウッドワードステークス（G1）、3着：ドバイワールドカップ、サバーバンハンデキャップ（G1））[133]、*セーラムドライブ Salem Drive (USA) （ブーゲンヴィリアハンデキャップ（G2）、スターズ&ストライプスハンデキャップ（英語版）（G2）、富士ステークスなど12勝、2着：ハイアリアターフカップハンデキャップ（英語版）（G1）、マンハッタンハンデキャップ（G1）、ユナイテドネイションズハンデキャップ（G1）、3着：ピーターパンステークス（G1）、パンアメリカンハンデキャップ（英語版）（G1）[134]、ラックオウイメット Lac Ouimet (USA) （ジムダンディステークス（G2）、ナッソーカウンティハンデキャップ（G2）、イクセルシアハンデキャップ（英語版）（G2）2回、ファイエットハンデキャップ（英語版）（G2）など12勝）[135]。
- ティーノソ（英語版） Teenoso (USA) - 牡、黒鹿毛、1980年、E. B. モラー、ホワイトロッジスタッド E. B. Moller & White Lodge Stud 産。父：ユース Youth (USA) （ドミノ系）、母：フリオソ Furioso (GB) （F-No.3-c）。2 - 4歳時13戦6勝、エプソムダービー（G1）、サンクルー大賞（G1）、キングジョージ6世&クイーンエリザベスステークス（G1）。ダービートライアルステークス（G3）、オーモンドステークス（G3）、3着：アイリッシュダービー（G1）、グレートヴォルティジュールステークス（G2）。種牡馬[136]。母フリオソはオークス2着馬[137]。

## 血統
| バリーモスの血統（ネアルコ系／Gainsborough4×3=18.75% Chaucer4×5=9.38%（父系） Canterbury Pilgrim5×5=6.25%） | バリーモスの血統（ネアルコ系／Gainsborough4×3=18.75% Chaucer4×5=9.38%（父系） Canterbury Pilgrim5×5=6.25%） | バリーモスの血統（ネアルコ系／Gainsborough4×3=18.75% Chaucer4×5=9.38%（父系） Canterbury Pilgrim5×5=6.25%） | （血統表の出典）       | （血統表の出典）  |
| 父 Mossborough (GB) 1947 栗毛                                                                               | 父の父Nearco (ITY) 1935 黒鹿毛                                                                              | Pharos (GB)                                                                                                 | Phalaris (GB)          | Phalaris (GB)     |
| 父 Mossborough (GB) 1947 栗毛                                                                               | 父の父Nearco (ITY) 1935 黒鹿毛                                                                              | Pharos (GB)                                                                                                 | Scapa Flow (GB)        |                   |
| 父 Mossborough (GB) 1947 栗毛                                                                               | 父の父Nearco (ITY) 1935 黒鹿毛                                                                              | Nogara (ITY)                                                                                                | Havresac (FR)          | Havresac (FR)     |
| 父 Mossborough (GB) 1947 栗毛                                                                               | 父の父Nearco (ITY) 1935 黒鹿毛                                                                              | Nogara (ITY)                                                                                                | Catnip (IRE)           |                   |
| 父 Mossborough (GB) 1947 栗毛                                                                               | 父の母All Moonshine (GB) 1941 栗毛                                                                          | Bobsleigh (GB)                                                                                              | Gainsborough (GB)      | Gainsborough (GB) |
| 父 Mossborough (GB) 1947 栗毛                                                                               | 父の母All Moonshine (GB) 1941 栗毛                                                                          | Bobsleigh (GB)                                                                                              | Toboggan (GB)          |                   |
| 父 Mossborough (GB) 1947 栗毛                                                                               | 父の母All Moonshine (GB) 1941 栗毛                                                                          | Selene (GB)                                                                                                 | Chaucer (GB)           | Chaucer (GB)      |
| 父 Mossborough (GB) 1947 栗毛                                                                               | 父の母All Moonshine (GB) 1941 栗毛                                                                          | Selene (GB)                                                                                                 | Serenissima (GB)       |                   |
| 母 Indian Call (GB) 1936 栗毛                                                                               | 母の父Singapore (GB) 1927 栗毛                                                                              | Gainsborough (GB)                                                                                           | Bayardo (GB)           | Bayardo (GB)      |
| 母 Indian Call (GB) 1936 栗毛                                                                               | 母の父Singapore (GB) 1927 栗毛                                                                              | Gainsborough (GB)                                                                                           | Rosedrop (GB)          |                   |
| 母 Indian Call (GB) 1936 栗毛                                                                               | 母の父Singapore (GB) 1927 栗毛                                                                              | Tetrabbazia (GB)                                                                                            | The Tetrarch (GB)      | The Tetrarch (GB) |
| 母 Indian Call (GB) 1936 栗毛                                                                               | 母の父Singapore (GB) 1927 栗毛                                                                              | Tetrabbazia (GB)                                                                                            | Abbazia (GB)           |                   |
| 母 Indian Call (GB) 1936 栗毛                                                                               | 母の母Flittemere (GB) 1926 栗毛                                                                             | Buchan (GB)                                                                                                 | Sunstar (GB)           | Sunstar (GB)      |
| 母 Indian Call (GB) 1936 栗毛                                                                               | 母の母Flittemere (GB) 1926 栗毛                                                                             | Buchan (GB)                                                                                                 | Hamoaze (GB)           |                   |
| 母 Indian Call (GB) 1936 栗毛                                                                               | 母の母Flittemere (GB) 1926 栗毛                                                                             | Keysoe (GB)                                                                                                 | Swynford (GB)          | Swynford (GB)     |
| 母 Indian Call (GB) 1936 栗毛                                                                               | 母の母Flittemere (GB) 1926 栗毛                                                                             | Keysoe (GB)                                                                                                 | Keystone (GB) F-No.2-u |                   |

1. ↑  父： Mossborough (GB) （ネアルコ系）はウィンストンチャーチルステークスに勝ち、エクリプスステークス、プリンセスオブウェールズステークス（英語版）、ルースメモリアルステークス（英語版）2着など17戦5勝 [139] 。その母 All Moonshine (GB) （F-No.6-e）は Sickle (GB) 、Pharamond (GB) 、Hyperion (GB) 、Hunter's Moon (GB) の半妹で、Hyperion (GB) とは4分の3同血。1958年イギリス、アイルランドのリーディングサイアーとなった  [139] 。詳細はモスボロー参照。
2. ↑  母： Indian Call (GB) は未出走 [2] 。その父 Singapore (GB) （ゲインズバラ系）はセントレジャー、ドンカスターカップなど3勝 [140] 。ビッグウィーク（菊花賞）の6代母 [141] 。
3. ↑  祖母： Flittemere (GB) はヨークシャーオークスなど3勝 [142] 。
4. ↑  3代母： Keysoe (GB) はセントレジャー、ナッソーステークスなど4勝 [143] 。仔の Caissot (GB) （父 Gay Crusader (GB) （ハンプトン系））はプリンスオブウェールズステークスなど3勝 [143] 、セントレジャー2着、ハンガリーのリーディングサイアー5回 [144] 。
5. ↑  4代母： Keystone (GB) はオークス、コロネーションステークスなど5勝 [145] 。仔の Archaic (GB) （父 Polymelus (GB) （ベンドア系））はプリンスオブウェールズステークス勝ち馬でダービー2着 [146]。祖孫に Display（英語版） (USA) （プリークネスステークス）、The Nile (FR) （プール・デッセ・デ・プーリッシュ） [141] 。